# Chicago Tribune
El Chicago Tribune es uno de los principales diarios de la ciudad de Chicago, Illinois (Estados Unidos), propiedad de la Tribune Company. Anteriormente conocido como el World's Greatest Newspaper (conocido como WGN en radio y televisión), sigue siendo el principal diario de Chicago y su zona metropolitana, siendo el octavo periódico más importante de Norteamérica en ventas.
El 2 de abril de 2007, el Tribune anunció un plan de venta de acciones por valor de 8,2 miles de millones USD, con un precio de salida de 34$ por acción, y un plan de propiedad de acciones para los empleados. El nuevo presidente del diario es el magnate Sam Zell. Asimismo, como parte del acuerdo, los Chicago Cubs y su estadio, el Wrigley Field, serán vendidos, así como la cuota del Tribune del grupo de canales de televisión Comcast SportsNet.

## Historia
El Tribune fue fundado por James Kelly, John E. Wheeler y Joseph KC Forrest, apareciendo su primer número el 10 de junio de 1847. Tras un cambio de editores, absorbió otras tres publicaciones de la ciudad: el Free West en 1855, el Democratic Press en 1858, y el Chicago Democrat en 1861. Su principal rival en la ciudad era el Chicago Daily News, fundado en 1875.
En 1910, con una tirada de 188.000 ejemplares, era el tercer diario más vendido en Chicago. 
Algunas de las grandes primicias del Tribune fueron la publicación del texto original del Tratado de Versalles, en junio de 1919, y su revelación de los planes de guerra de los Estados Unidos en vísperas del ataque japonés a Pearl Harbor. En su portada del 7 de junio de 1942 anunció que Estados Unidos había descifrado el código militar PURPLE de Japón.
El Tribune también es célebre por un error cometido durante las elecciones presidenciales de 1948, cuando anunció en portada la victoria del candidato republicano Thomas E. Dewey sobre el demócrata Harry S. Truman, que fue en realidad el ganador. Al día siguiente, Truman posó con la portada errónea, que se convirtió en una pieza de colección. 
La compañía extendió sus servicios a la radio, con la emisora WGN (World's Greatest Newspaper), en 1924, y a la televisión, con el canal WGN-TV en 1948.
A principios de 1974, publicó la transcripción íntegra de las grabaciones del caso Watergate, que supuso la salida de Richard Nixon de la Casa Blanca, siendo el primer diario en hacerlo, en un suplemento de 44 páginas.
Aunque los editores durante años se negaron a participar en el Premio Pulitzer por instaurarlo la competencia, el diario ha ganado 24 veces este galardón, muchas de ellas en el apartado editorial.
Posteriormente, el Tribune se convirtió en líder también en Internet, con la adquisición del 10% de AOL a comienzos del decenio de 1990.

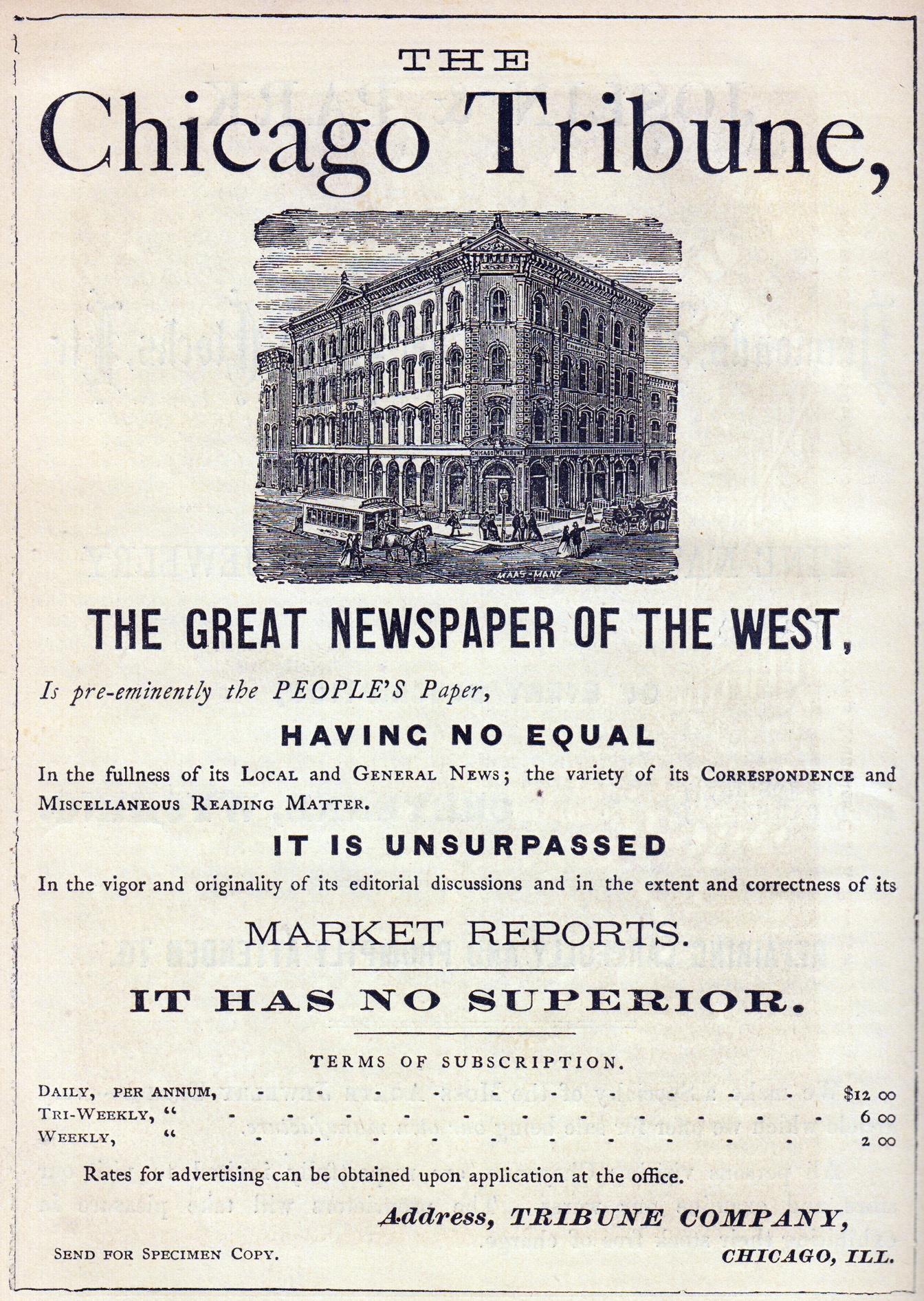
Un anuncio de 1870 para suscripciones al Chicago Tribune

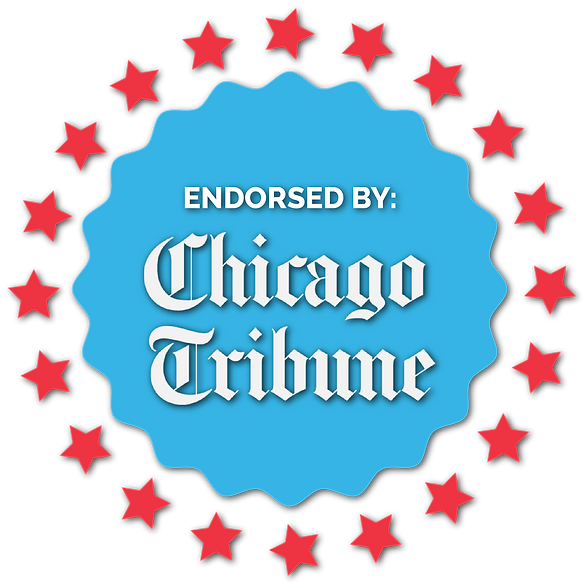
Avalado por Tribune (gráfico de la campaña de Vallas)

## Secciones
- Main News
- Business
- Chicago Sports
- Live!